# 골드웨이브
골드웨이브(GoldWave)는 골드웨이브사(GoldWave Inc)가 개발한 상용 디지털 오디오 편집 소프트웨어 제품으로, 1993년 4월 첫 출시되었다.

## 역사
골드웨이브사는 캐나다의 개인 소유의 중소기업으로, 뉴펀들랜드의 세인트존스에 위치해 있다. 이 회사는 깔끔한 전문가 품질의 디지털 오디오 편집 소프트웨어 및 멀티트랙 오디오/비디오 믹싱 소프트웨어를 개발한다. 이 회사는 1993년 4월 출시된 골드웨이브 디지털 오디오 에디터(GoldWave Digital Audio Editor)의 이름을 따서 지어졌다. 이 소프트웨어는 20년 넘게 지속적으로 개선되고 있으며 오늘날 최고의 편집 소프트웨어 가운데 하나로 간주된다.

## 기능
골드웨이브는 프로그램을 정의하는 여러 기능들이 있으며, 다음과 같다:
- 바(bar), 웨이브폼, 스펙트로그램, 스펙트럼, VU 미터와 같은 실시간 그래픽 비주얼.
- 소음 감소, 컴프레서/익스팬더(compressor/expander), 볼륨 셰이핑, 볼륨 매처, 피치, 리버브, 리샘플링, 파라메트릭 EQ와 같은 기본 및 고급 효과 및 필터.
- 효과 미리 보기
- 효과 프리셋 저장 및 복원
- DirectX 오디오 플러그인 지원
- WAV, MP3, 윈도우 미디어 오디오(WMA), Ogg, FLAC, AIFF, AU, Monkey's Audio, VOX, mat, snd, voc 등의 다양한 오디오 파일 포맷 지원.
- 여러 파일들을 다른 포맷으로 변환하고 효과를 적용하는 일괄 처리 및 변환 지원.
- 다중 취소 레벨(Multiple undo levels)
- 여러 파일을 한 번에 편집
- 대용량 파일 편집 지원
- RAM을 사용하는 스토리지 옵션

## 이전 버전과 현재 버전 간 호환성
버전 5 시리즈 이전 버전은 공식 웹사이트에서 셰어웨어 버전의 다운로드를 여전히 제공하고 있다. 최대 4.26 버전까지 모든 윈도우 운영 체제에서 동작한다. 2004년 이후로 골드웨이브는 95, 98, 98SE와 같은 윈도우 버전의 지원을 중단하였다. (그러나 골드웨이브는 미지원을 명시하지만 윈도우 98SE에서 여전히 동작함) 또, 시스템 요구사항이 조금 더 높아졌으며, 과거 버전에서는 펜티엄 2의 300 MHz, DirectX 5가 요구되었지만, 이에 비해 지금은 펜티엄 III 700 MHz와 DirectX 8이 최소 시스템 요구사항이다.

## 반응
- 골드웨이브는 달 착륙 시 역사적인 녹음물을 분석하는데 사용되었으며[2] 여기에는 우주 비행사 닐 암스트롱의 유명한 문구의 잃어버린 낱말(missing word)을 구성하는 것을 포함한다.[2][3]
- 애덤 영(아울 시티)은 골드웨이브를 사용하여 메이저 레이블 데뮈 음반 Ocean Eyes에서 자신의 모든 목소리를 녹음하였다.[4]

## 같이 보기
- 음악 소프트웨어 목록